# Harpactea sturanyi
Harpactea sturanyi là một loài nhện trong họ Dysderidae.
Loài này thuộc chi Harpactea. Harpactea sturanyi được miêu tả năm 1905 bởi Nosek.